# Municipio de San José Ayuquila
El municipio de San José Ayuquila es uno de los 570 municipios en que se encuentra dividido para su régimen interior el estado mexicano de Oaxaca. Ubicado en el noroeste de la entidad, su cabecera es la población de San José Ayuquila.

## Geografía
San José Ayuquila se encuentra localizado en el noroeste del territorio estatal y en los límites con el estado de Puebla, pertenece a la Región Mixteca y al distrito de Huajuapan. Tiene una extensión territorial de 21.886 kilómetros cuadrados, uno de los menos extensos del estado, equivalentes solo al 0.02 % de la superficie oaxaqueña.
Sus coordenadas geográficas extremas son 17°55′ - 17°59′ de latitud norte y 97°56′ - 98°1′ de longitud oeste y su altitud va de los 1400 a los 1900 metros sobre el nivel del mar.
Limita al oeste y sur con el municipio de Santiago Ayuquililla y al norte y al este con el estado de Puebla, espeficamente con el municipio de Chila, el municipio de Petlalcingo y el municipio de San Pedro Yeloixtlahuaca.

## Demografía
La población total del municipio de acuerdo con el Censo de Población y Vivienda realizado en 2010 por el Instituto Nacional de Estadística y Geografía, es de 1 511 habitantes, de los que 697 son hombres y 814 son mujeres.
La densidad de población asciende a un total de 69.04 personas por kilómetro cuadrado.

### Localidades
El municipio se encuentra formado por solo seis localidades, su población de acuerdo al censo de 2010 son:
| Localidad                        | Población |
| Total Municipio                  | 1 511     |
| San José Ayuquila                | 952       |
| San Rafael                       | 267       |
| El Centenario                    | 208       |
| Colonia Santa Cruz               | 47        |
| Barrio Guadalupe Segunda Sección | 37        |

## Política
El gobierno de San José Ayuquila se rige por principio de usos y costumbres que se encuentra vigente en un total de 424 municipios del estado de Oaxaca y en las cuales la elección de autoridades se realiza mediante las tradiciones locales y sin la intervención de los partidos políticos. 
El ayuntamiento de San José Ayuquila está integrado por el presidente municipal, un síndico y un cabildo integrado por tres regidores.

### Representación legislativa
Para la elección de diputados locales al Congreso de Oaxaca y de diputados federales a la Cámara de Diputados federal, el municipio de San José Ayuquila se encuentra integrado en los siguientes distritos electorales:
Local:
- Distrito electoral local de 6 de Oaxaca con cabecera en Heroica Ciudad de Huajuapan de León.[4]

Federal:
- Distrito electoral federal 3 de Oaxaca con cabecera en Heroica Ciudad de Huajuapan de León.[5]